# Lingua marrucina
La lingua marrucina era una varietà dialettale della lingua osca, parlata nell'area abitata dall'antico popolo italico dei Marrucini (valle del fiume Aterno, nell'odierno Abruzzo) nel I millennio a.C. Fa parte dei dialetti sabellici, insieme dialettale delle lingue osco-umbre. La principale attestazione del marrucino è costituita dal Bronzo di Rapino, epigrafe risalente alla metà del II secolo a.C..